# Expropiación Petrolera

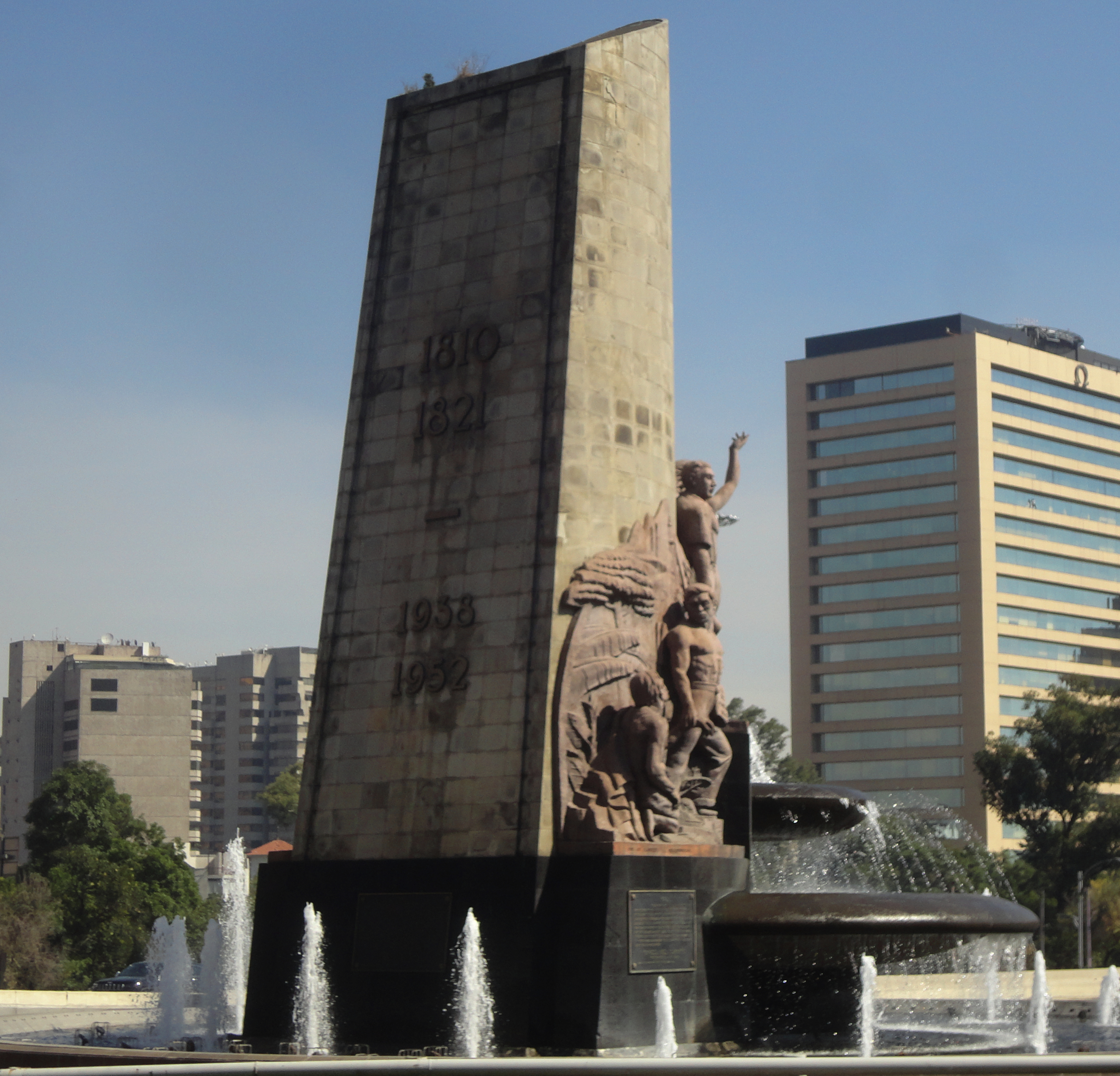
Het monument Fuente de Petróleos in Mexico-Stad herdenkt de nationalisering van de olie-industrie in 1938

Expropiación Petrolera (Onteigening van de Aardolie) is de naam die in Mexico wordt gegeven aan de nationalisering van de olie-industrie door president Lázaro Cárdenas op 18 maart 1938. 18 maart is tegenwoordig een nationale feestdag in Mexico.
In de Mexicaanse grondwet van 1917 was bepaald dat Mexico's natuurlijke hulpbronnen aan de Mexicaanse staat toebehoorden, doch dat grondwetsartikel was in de olie-industrie nog niet effectief. De Mexicaanse olie-industrie was in handen van buitenlandse bedrijven, met name uit de Verenigde Staten, het Verenigd Koninkrijk en Nederland. In het 1937 was er een conflict ontstaan tussen de Mexicaanse vakbond Confederación de Trabajadores de México (CTM). Na een bijna twee weken lange staking werd besloten met het conflict naar het hooggerechtshof, dat in december besliste in het voordeel van de arbeiders. De maatschappijen moesten 26 miljoen peso achterstallig loon betalen aan de arbeiders. De oliemaatschappijen weigerden hierop in te gaan. Cárdenas garandeerde in een gesprek met de vertegenwoordigers van de maatschappijen dat de stakingen zouden eindigen wanneer ze de 26 miljoen peso zouden betalen. Toen deze vertegenwoordigers te kennen gaven geen vertrouwen te hebben in Cárdenas ging hij over tot nationalisering.
Honderdduizenden Mexicanen stroomden toe om Cárdenas toe te juichen, en men begon met inzamelingen om de schuld aan het buitenland te betalen. Op 12 april stroomden duizenden vrouwen toe om donaties te doen, uiteenlopend van kippen tot juwelen. Cárdenas kondigde de oprichting van Petróleos Mexicanos (PEMEX) aan, dat het staatsoliebedrijf van Mexico zou worden.
Saturnino Cedillo, de gouverneur van San Luis Potosí kwam als reactie op de nationalisatie in opstand tegen de regering van Cárdenas, doch deze werd spoedig neergeslagen. Wel werden de relaties met de Verenigde Staten, het Verenigd Koninkrijk en Nederland ernstig beschadigd, en deze drie landen verbraken de diplomatieke betrekkingen met Mexico. In de jaren tussen 1938 en 1940 werden daardoor nazi-Duitsland, Italië en Japan de belangrijkste afnemers van Mexicaanse olie. Amerikaanse oliemaatschappijen lobbyden zelfs voor een Amerikaanse invasie in Mexico. President Franklin Roosevelt weigerde hierop in te gaan, mede omdat hij vreesde dat dit Mexico in de handen van de asmogendheden zou drijven. In 1940 kwamen de Verenigde Staten en Mexico een schadevergoeding overeen en werden de betrekkingen hersteld, aangezien de Verenigde Staten vanwege de naderende Tweede Wereldoorlog de Mexicaanse olie nu eenmaal nodig hadden.